# Myosotis minutiflora
Myosotis minutiflora är en strävbladig växtart. Myosotis minutiflora ingår i släktet förgätmigejer, och familjen strävbladiga växter.

## Underarter
Arten delas in i följande underarter:
- M. m. minutiflora
- M. m. segobrigensis